# حقب (الشحر)
'

تعديل مصدري - تعديل

حقب هي إحدى قرى عزلة الشحر بمديرية الشحر التابعة لمحافظة حضرموت، بلغ تعداد سكانها 636 نسمة حسب تعداد اليمن لعام 2004.